# Thierry de La Perrière
Thierry de La Perrière (ur. 1 stycznia 1953 w Tulonie) – francuski wojskowy i polityk, eurodeputowany w latach 1999–2004.

## Życiorys
Zawodowy wojskowy, dosłużył się stopnia pułkownika. Był współpracownikiem Philippe'a de Villiers i szefem jego gabinetu. Zasiadał w radzie departamentu Wandea. Należał do Ruchem dla Francji, do 2003 pełnił funkcję sekretarza generalnego tego ugrupowania.
W wyborach w 1999 z ramienia eurosceptycznej listy RPFIE (którą zorganizowali Charles Pasqua i Philippe de Villiers) uzyskał mandat posła do Parlamentu Europejskiego V kadencji. W PE był członkiem grupy Unii na rzecz Europy Narodów, następnie deputowanym niezrzeszonym. Pracował w Komisji Kultury, Młodzieży, Edukacji, Mediów i Sportu. Urzędowanie zakończył w 2004.